# Saint-Patrice-de-Beaurivage
Saint-Patrice-de-Beaurivage è un comune del Canada, situato nella provincia del Québec, nella regione di Chaudière-Appalaches.